# (531682) 2012 UB178
(531682) 2012 UB178 est un objet transneptunien en résonance 3:5 avec Neptune avec une diametre d'environ 321 km.